# Mistrzostwa Estonii w Skokach Narciarskich 1995
Mistrzostwa Estonii w Skokach Narciarskich 1995 – zawody rozegrane w styczniu i lutym 1995 roku na skoczni Tehvandi w Otepää w celu wyłonienia medalistów mistrzostw Estonii w skokach narciarskich.
W ramach mistrzostw przeprowadzono cztery konkursy indywidualne – w kategorii seniorów oraz trzech kategoriach juniorskich (do 20, 18 i 16 lat). Wszystkie zawody przeprowadzone zostały na skoczni Tehvandi w Otepää, której punkt konstrukcyjny umieszczony był na 70. metrze.
W konkursie seniorów zwyciężył Egon Kärema, drugie miejsce zajął Ago Markvardt, a trzecie Magnar Freimuth. W zawodach juniorskich triumfowali: Roomet Pikkor w kategorii do lat 20, Rauno Pikkor do lat 18 i Tambet Pikkor do lat 16.
Była to 52. edycja mistrzostw Estonii w skokach narciarskich.

## Wyniki

### Seniorzy (26.02.1995)
| Miejsce | Zawodnik        | Klub               | Skok 1 | Skok 2 | Nota  |
| ------- | --------------- | ------------------ | ------ | ------ | ----- |
| 1.      | Egon Kärema     | Otepää Spordiklubi | 68,0   | 72,0   | 235,0 |
| 2.      | Ago Markvardt   | Tallinn            | 66,0   | 73,0   | 227,3 |
| 3.      | Magnar Freimuth | Otepää Spordiklubi | 62,5   | 69,0   | 211,8 |

### Juniorzy U-20 (29.01.1995)
| Miejsce | Zawodnik      | Klub              | Skok 1 | Skok 2 | Nota  |
| ------- | ------------- | ----------------- | ------ | ------ | ----- |
| 1.      | Roomet Pikkor | Nõmme Spordiklubi | 63,5   | 62,0   | 189,7 |
| 2.      | J. Kalind     | Dünamo SuK        | 59,0   | 60,5   | 171,3 |

### Juniorzy U-18 (29.01.1995)
| Miejsce | Zawodnik     | Klub               | Skok 1 | Skok 2 | Nota  |
| ------- | ------------ | ------------------ | ------ | ------ | ----- |
| 1.      | Rauno Pikkor | Nõmme Spordiklubi  | 64,0   | 65,5   | 201,8 |
| 2.      | Jaan Jüris   | Otepää Spordiklubi | 62,5   | 65,0   | 196,5 |
| 3.      | Jaak Lukk    | Palivere OSK       | 59,5   | 62,0   | 175,6 |

### Juniorzy U-16 (29.01.1995)
| Miejsce | Zawodnik        | Klub               | Skok 1 | Skok 2 | Nota  |
| ------- | --------------- | ------------------ | ------ | ------ | ----- |
| 1.      | Tambet Pikkor   | Nõmme Spordiklubi  | 62,5   | 62,5   | 192,0 |
| 2.      | Jouko Hein      | Rakvere OSK        | 59,5   | 63,5   | 179,7 |
| 3.      | Kennart Golubev | Otepää Spordiklubi | 49,0   | 46,0   | 95,0  |